# Harvey Bennett, Jr.
Harvey Bennett, Jr. (Cranston, Rhode Island, 1952. augusztus 9. –) amerikai profi jégkorongozó. Édesapja Harvey Bennett, Sr. és a két bátyja Curt Bennett és Bill Bennett szintén National Hockey League-es karrierrel büszkélkedhet.

## Pályafutása
Komolyabb karrierjét a Boston College-on kezdte 1969-ben. A főiskolai keretben 1973-ig játszott. Az NHL-be sosem draftolták. Ezután az IHL-es Des Moines Capitolsba került, ahol az első idényében 74 mérkőzésen 81 pontot szerzett. 1974. június 25-én a Pittsburgh Penguins szabadügynökként leigazolta és hét mérkőzésen játszhatott az NHL-ben. Ezután leküldték az HL-es Hershey Bearsbe. A következő szezont a Penguinsben kezdte de 1975. december 16-án elcserélték a Washington Capitalsba. 1976. november 24-én a Capitals tovább adta a Philadelphia Flyersnek. Ebben a csapatban sem maradt sokáig mert 1977. október 28-án elcserélték a Minnesota North Starsba. Kevesebb mint egy évvel később már ismét másik csapatban játszott ugyanis 1978. augusztus 28-án a St. Louis Blues megszerezte. 1978–1979-ben a Bluesban 52 mérkőzést játszott és egyetlenegy mérkőzésre lekerült a CHL-es Salt Lake Golden Eaglesbe. Ezután már többet nem játszott az NHL-ben. 1979–1980-ban a CHL-es Birmingham Bullsban szerepelt. 1980–1982 között a japán bajnokságban volt játékos a Furukawa Denko csapatában. 1982-ben visszavonult.
Tagja volt az 1976-os Kanada-kupa keretnek, de ott a csapat nagyon gyengén játszott. Részt vett az 1978-as jégkorong-világbajnokságon, ahol szintén nagyon gyengék voltak és a kiesés ellen kellett küzdeniük.